# 国立病院機構霞ヶ浦医療センター
独立行政法人国立病院機構霞ヶ浦医療センター（どくりつぎょうせいほうじんこくりつびょういんきこう かすみがうらいりょうセンター）は、茨城県土浦市にある病院である。旧霞ヶ浦海軍病院。
2004年（平成16年）より独立行政法人国立病院機構へ移行した。政策医療におけるがん、内分泌・代謝疾患の専門医療施設である。

## 沿革
- 1941年（昭和16年）：霞ヶ浦海軍病院として創設
- 1945年（昭和20年）：海軍解体により海軍から厚生省へ移管
- 1946年（昭和21年）：昭和天皇の行幸（昭和天皇の戦後巡幸）[1]。
- 2001年（平成13年）：厚生省が厚生労働省へ改変
- 2004年（平成16年）：独立行政法人国立病院機構霞ヶ浦医療センターとなる
- 2008年（平成20年）：地域医療支援病院の指定を受ける

## 診療科
- 総合診療科
- 消化器内科
- 循環器内科
- 呼吸器内科
- 脳神経内科
- 血液内科
- 代謝内科
- 腎臓内科
- 外科
- 心臓血管外科
- 呼吸器外科
- 耳鼻咽喉科
- 乳腺外科
- 整形外科
- 産婦人科
- 小児科
- 形成外科
- 眼科
- 泌尿器科
- 皮膚科
- 放射線診断科
- 放射線治療科
- 病理診断科
- 歯科口腔外科
- 麻酔科